# Березовський хутір
Березовський хутір (хутір Григоренка) — історична місцевість Києва, колишній хутір. Хутір розташовувався на місці сучасного парку Пуща-Водиця, а саме в його північній частині, біля дерев’яного містка через озеро Горащиха.

## Історія

Хутір Григоренка на карті 1847 року

Лісовий хутір на березі річки Котурка виник на початку ХІХ століття. Хутір належав київському війту (у 1815–1826 роках) Михайлу Григоренку. Після його смерті в 1827 році перейшов у власність до спадкоємців. Уперше позначений на мапі 1847 року як "хутор Гражданина Григоренка". Зафіксовано 5 споруд. У хуторі був водяний млин. На плані земель Києва 1850-х років - ""хутір чиновниці Ольги Дзигановської".

Хутір Березовський на карті 1897 року

Назва хутір Березовський уперше позначена на топографічній мапі 1897 року. Походження назви не встановлено. Поряд на мапі позначено греблю, а на греблі водяний млин. У самому хуторі — основну будівлю і 5 допоміжних. На мапі 1900 року - "гор. хутор", без назви. Зникнення хутора і млина, вочевидь, 
пов’язані з появою Пуща-Водиці та її розбудовою. Адже топографічна зйомка, проведена в середині 1920-х років, вже не зафіксувала ані млина, ані хутора. 
На місці колишньої греблі та млина в 1950-х постав дерев’яний пішохідний місток через озеро Горащиха, на місці колишнього хутора — північна частина парку 
Пуща-Водиця.